# Portada/article novembre 18

## Artemisia Gentileschi
Artemisia Lomi Gentileschi (Roma, 8 de juliol de 1597 – Nàpols, vers el 1654) va ser una pintora caravaggista italiana, filla del pintor toscà Orazio Gentileschi (1563-1639). Va viure a la primera meitat del segle xvii. Va aprendre del seu pare Orazio el rigor del dibuix, donant-li una forta accentuació dramàtica, presa de les obres de Caravaggio i carregada d'efectes teatrals; aquest element estilístic va contribuir a la difusió del caravaggisme a Nàpols, ciutat a la qual es va traslladar el 1630.